# عزبة قفطان
قرية عزبة قفطان هي إحدى القرى التابعة لمركز سمسطا في محافظة بني سويف في جمهورية مصر العربية. حسب إحصاءات سنة 2006، بلغ إجمالي السكان في عزبة قفطان 5393 نسمة، منهم 2763 رجل و2630 امرأة.